# Salvatore Esposito (futbolista nacido en 2000)
Salvatore Esposito (Castellammare di Stabia, 7 de octubre de 2000) es un futbolista italiano que juega como mediocampista en el Spezia Calcio de la Serie B de Italia.

## Trayectoria

### SPAL
En enero del 2018 se unió a al SPAL proveniente  del Inter de Milán por 6 meses. Ha sido convocado en varias ocasiones en la temporada 2017-18 de la Serie A.
El 29 de junio de 2018, SPAL activo la opción de compra.
El 9 de enero del 2019 fue cedido al Ravenna F. C. de la Serie C hasta final de la temporada.
Hizo su debut el 22 de enero de 2019 en la Serie C en el empate ante Triestina entrando como suplente, también anotó su primer gol.
El 11 de julio de 2019 es cedido al Chievo Verona de la Serie B hasta 2020.

## Selección nacional
En 2015 fue convocado por primera vez para representar a Italia U16.
El 16 de enero del 2019 debutó con la sub-19 en el amistoso ante España y anotó un gol en la victoria por 3-0.
Participó en la Copa Mundial Sub-20 de 2019 con la selección Sub-20, alcanzando el cuarto lugar.
Fue convocado en la selección absoluta para disputar la Finalissima de 2022 contra Argentina y para los partidos de la fase de grupos de la UEFA Nations League.

## Clubes
| Clubes                   | País   | Año       |
| ------------------------ | ------ | --------- |
| SPAL                     | Italia | 2018-2023 |
| → Ravenna F. C. (cedido) | Italia | 2019      |
| → Chievo Verona (cedido) | Italia | 2020-2021 |
| → Spezia Calcio (cedido) | Italia | 2023      |
| Spezia Calcio            | Italia | 2023-act. |

## Vida privada
Es hermano de los delanteros Sebastiano Esposito y Francesco Pio Esposito.